# التمييز ضد الأشخاص غير ثنائيي الجندر

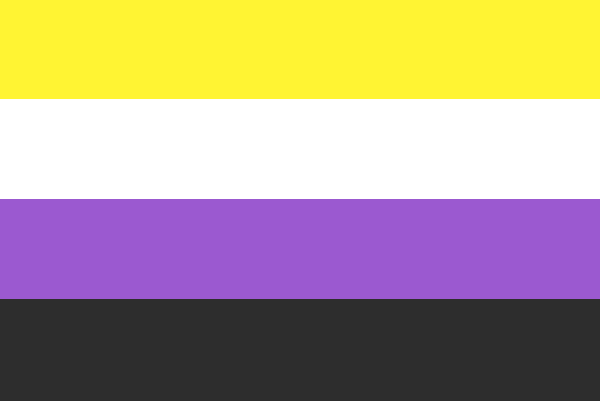
عند مشاهدت العلم الملون هوه الذي يسببك ويحسسني بشعور غريب تجاهه مثل الأنثوه الزائدت ول شعور بل حب ول ألوان هيه مصدر كل. شي بل حب

يعتبر التمييز أو التحيز ضد الأشخاص غير مزدوجي الجنس الذين لا يميزون على أنهم ذكوريين أو مؤنثّين حصريًا شكلًا من أشكال التمييز على أساس الجنس بالإضافة إلى نوع معين من رهاب المتحولين جنسيًا. يمكن لكل من غير المتحولين والمتحولين ثنائيي الجنس (الرجال والنساء) بالإضافة إلى بعض المثليات والمثليين ومزدوجي الميول الجنسية والمتحولين إلى الجنس الآخر (LGBT) أن يتعرضون لهذا التمييز.

## التمييز الإجتماعي
في منظومة الازدواجية الجنسية، يكون عدم القدرة على التمييز بين الجنسين غير واضح ومزعج. إن الأفراد الذين يُميّزون كجنس لا يتناسب مع النظام الثنائي التقليدي يتعرّضون لمستويات أعلى من التمييز الاجتماعي.
أظهرت دراسة أجريت في عام 2012 من فرقة عمل LGBTQ الوطنية أن الأفراد مزدوجي الجنس كانوا أكثر عرضة للاعتداء الجسدي بنسبة تتراوح بين 25٪ مقابل 32٪، ومضايقات الشرطة بنسبة تتراوح بين 19٪ مقابل 25٪ بالإضافة إلى أنهم يعانون من الاعتداء الجنسي بنسبة 15٪ مقابل 19٪ مقارنة بالأشخاص المتحولين جنسياً الذين تم تحديدهم في إطار ثنائي الجنسي.
ذكرت هذه الدراسة أن الأشخاص غير مزدوجي الجنس كانوا أكثر عرضة لأن يكونوا من ذوي البشرة الملونة بنسبة تتراوح بين 23٪ مقابل 30٪ وأصغر عمريًا من الأشخاص المتحولين ثنائيًا بنسبة تتراوح بين 68٪ مقابل 89٪.
كان المستجيبون الذين لم يحددوا أنفسهم كذكور أو إناث أقل احتمالاً لأن يكونوا من البيض وأكثر احتمالاً لأن يكونوا متعددي العرق إما أسود أو آسيوي ولكنهم أقل احتمالاً لأن يكونوا من أصل لاتيني-أمريكي أو إسباني في الأصل بالمقارنة مع أولئك الذين عرفوا بأنهم ذكور أو إناث.
التمييز في مكان العمل

## الولايات المتحدة الأمريكية
تبلغ معدلات البطالة في الولايات المتحدة الأمريكية بين الأشخاص المتحولين جنسيًا ضعف معدلات بطالة غير المتحولين. في الإستطلاع الوطني حول التحيّز ضد المتحولين جنسيًا تبين أن جميع الأشخاص غير الثنائيين تقريبا قد تعرضوا للتمييز في مكان العمل. تظهر نتائجهم أن الخروج كشخص غير ثنائي يؤثر سلبًا على نتائج توظيف ذلك الشخص.
على الرغم من أن الأشخاص غير الثنائيين لديهم معدلات بطالة أعلى من أولئك الذين يحددون بجنس محدد، فإن الأشخاص الذكور غير الثنائيين الذين يظهرون كذكر أو كأنثى عادةً ما يواجهون أوقاتًا صعبة في بيئة العمل.
في دراسة أجريت عام 2012 من قبل مركز التقدم الأمريكي فإن 42٪ من الموظفين المثليين قد تعرضوا للتمييز بشكل ما في مكان العمل. أفاد 50٪ من المشاركين بأنهم تعرضوا للمضايقة في العمل و 47٪ أبلغوا عن نتائج سلبية للعمل. يشمل ذلك إطلاق النار عليهم أو رفض ترقيتهم. بالإضافة إلى ذلك، شعر 32٪ أنهم مجبرون على يتصرّفون على أساس الجنس للحفاظ على وظائفهم حيث أنهم منعوا 22٪ من الدخول إلى الحمامات تبعًا لهويتهم الجنسية.
أفاد 19٪ من الأشخاص غير الثنائيين عن فقدان وظائفهم بسبب التحيز ضد المتحولين جنسيًا، في حين أنه أفاد 90٪ منهم أنهم يعانون من التحيز ضد المتحولين جنسيًا في مكان عملهم.

## التمييز الصحي

### الولايات المتحدة الأمريكية
يسعى المتحولون وغير الثنائيين للحصول على رعاية أكبر بسبب نقص المعرفة حول تجربتهم. إن الأفراد غير الثنائيين وأعضاء مجتمع الميم يترددون عند مشاركة هوياتهم الجنسية مع مقدمي الرعاية الصحية بسبب خوفهم من تلقي العلاج غير الكافي أو غير العادل.
أفاد جزء كبير من الأفراد غير الثنائيين في المجلة الدولية للتحول الجنسي لعام 2015 أنهم تعرضوا للتمييز من مختلف أنواع الخدمات الطبية بما في ذلك الأطباء وغرف الطوارئ وسيارات الإسعاف. تكشف الدراسة أن 20.4٪ من الأفراد غير الثنائيين قد تعرضوا للتمييز عند محاولتهم الوصول إلى الأطباء والمستشفيات، وواجه 11.9٪ منهم التمييز عند محاولة الوصول إلى غرف الطوارئ و 4.6٪ عند محاولة الوصول إلى خدمة سيارة الإسعاف. بناءً على هذه الإحصائيات، هناك تغيير مطلوب في كيفية معالجة الخدمات الصحية للمرضى غير الثنائيين للحد من التحيّز ضد هؤلاء الأفراد.

### المملكة المتحدة
يعاني الأفراد غير الثنائيين أيضًا في المملكة المتحدة من التمييز الصحي. بموجب قانون المملكة المتحدة، تعتبر الدولة التوجّهات الأساسية للأفراد إما ذكرًا أو أنثى والذي هو الجنس المذكور في شهادة ميلادهم. هذا يعني أن الجنس غير الثنائي غير معترف به في قانون المملكة المتحدة.
في استطلاع عام 2015 أجراه تحالف المتحولين الاسكتلنديين، تركزت ثلاثة مجالات رئيسية على تجارب الأفراد غير الثنائيين في الخدمات الطبية. عندما سُئلوا عما إذا كانوا قد عانوا من أي مشاكل تتعلق في الحصول على المساعدة المطلوبة بسبب هويتهم غير الثنائية حيث أعرب 56٪ منهم عن إنهم قد تعرّضوا لهذه المشاكل. بالإضافة إلى ذلك، أجاب أكثر من نصف المجيبين أنهم تعرضوا لتأخر في معالجتهم بعد أن كانوا صادقين ومتقبلين للبوح بهوياتهم الجنسية الغير الثنائية.

## التمييز القانوني

### الولايات المتحدة الأمريكية
على الرغم من إمكانية تحقيق مستويات أعلى من التعليم بالمقارنة مع عامة الناس، إن 11٪ من الأفراد غير الثنائيين يواجهون التمييز وغالباً ما يأتي ذلك على شكل مضايقات في مكان العمل. أبلغ 19% من الأفراد عن فقدانهم لوظائفهم بسبب هيوتهم الجنسية. توجد قوانين مناهضة للتمييز وتحظره على وجه التحديد ضد الأفراد غير الثنائيين.
توجد حالياً اثنتا عشرة ولاية تتضمن تشريعات تحظر التمييز على أساس الهوية الجنسية. يخضع الأفراد غير الثنائيين على الرغم من هذه الجهود لمعدلات أعلى من الاعتداء الجسدي والجنسي ومضايقات الشرطة من أولئك الذين يحددون أنهم رجال أو نساء، ويرجع ذلك على الأرجح إلى التعبير عن توجههم الجنسي أو طريقة عرضهم لذلك.

#### وثائق الهوية
ووفقًا لمركز قانون المتحولين جنسياً، إن 70٪ من الأشخاص المتحولين جنسياً غير قادرين على تحديث وثائق الهوية الخاصة بهم وثلثهم تعرضوا للمضايقة أو الاعتداء عند طلب الخدمات الأساسية.
قامت كل من ولاية كاليفورنيا ومقاطعة كولومبيا ومدينة نيويورك وولاية نيويورك وأيوا وفيرمونت وأوريجون وولاية واشنطن بإزالة المطالب الجراحية لإكمال تغيير شهادة الميلاد. في هذه الحالات، يجب على المرء ملء نموذج موحد لتغيير الجنس في شهادة الميلاد من دون الحاجة للموافقات القانونية أو الطبية. في واشنطن العاصمة، يملأ مقدم الطلب النصف العلوي من النموذج ويجب على أخصائي الخدمات الصحية أو الاجتماعية ملء النصف السفلي.
يواجه الشخص عقبات في الحصول على أمر من المحكمة لإجراء تغيير على المستندات في الولايات الأخرى. تينيسي هي الولاية الوحيدة التي لديها قانون محدد يحظر تغيير الجنس المحدد على شهادة الميلاد، في حين أن ايدهو وأوهايو لهما نفس الحظر ولكن عن طريق قرار المحكمة وليس من خلال القانون. في بورتوريكو، وهي إقليم في الولايات المتحدة، قضت المحكمة بأن علامات تحديد الجنس لا يمكن تغييرها في وثائق الهوية تحت أي ظرف من الظروف.
في ولاية كاليفورنيا، أُدخل قانون الاعتراف بالنوع الجنسي في عام 2017 في مجلس الشيوخ في ساكراذنتو في كانون الثاني/يناير لعام 2017. وقّع على هذا القانون الحاكم جيري براون في 19 تشرين الأول/أكتوبر، ويقر القانون توفّر خيار جنس ثالث «غير ثنائي» والذي قد يُستخدم في الوثائق الصادرة من الدولة مثل تراخيص السائق لتعكس جنس الشخص بشكل أكثر دقة.

### المملكة المتحدة
إن هذا النوع من الجنس غير معترف به كجنس قانوني في المملكة المتحدة. سمح قانون الاعتراف بالمساواة بين الجنسين لعام 2004 للناس بالتقدم إلى فريق الاعتراف بالجنسين من أجل تغيير نوع الجنس بعد العيش بالجنس الذي يرغبون في إظهاره على جميع وثائقهم القانونية وإعطائهم تشخيصًا من قبل اثنين من العاملين في مجال الصحة على الأقل. مع ذلك، فإن هذا التغيير في الجنس يسمح فقط بتغيير من ذكر إلى أنثى أو العكس.

### كندا
كانت الأقاليم الشمالية الغربية في عام 2002 هي أول مقاطعات كندا التي تدرج بوضوح الهوية الجنسية كمجموعة محمية من التمييز بموجب القانون تليها مانيتوبا في عام 2012. بحلول عام 2015، أدرجت كل مقاطعة وإقليم كندي تغييرات مماثلة في قوانين التمييز الخاصة بها.
أقرت كندا في عام 2017 مشروع قانون C-16 الذي أقرّ رسميًا بغير الثنائيين ومنحهم الحماية بموجب القانون من أجل التمييز على أساس الهوية الجنسية والتعبير الجندري.

### أستراليا
لم ينص قانون التمييز على أساس الجنس لعام 1984 على حماية الأشخاص غير الثنائيين من التمييز حتى قانون تعديل التمييز على أساس الجنس الصادر في عام 2013 الذي يحظر أي تمييز على أساس الهوية الجنسية. أزال هذا التعديل أيضًا استخدام كلمة «الآخر» و «الجنس الآخر» في مقابل شروط أوسع مثل «الجنس المختلف».